# الجدول الزمني للغزو الروسي لأوكرانيا 2022
هذا جدول زمني لأحداث الغزو الروسي لأوكرانيا 2022.

## خلفية
في 24 فبراير 2022، شنت روسيا غزوًا لأوكرانيا، مما يمثل تصعيدًا كبيرًا للحرب الروسية الأوكرانية. وسبق الحملة تعزيز عسكري روسي مطول (منذ أوائل عام 2021)، بالإضافة إلى مطالب روسية عديدة باتخاذ تدابير أمنية وحظر قانوني ضد انضمام أوكرانيا إلى الناتو.

## فبراير 2022

### 24 فبراير

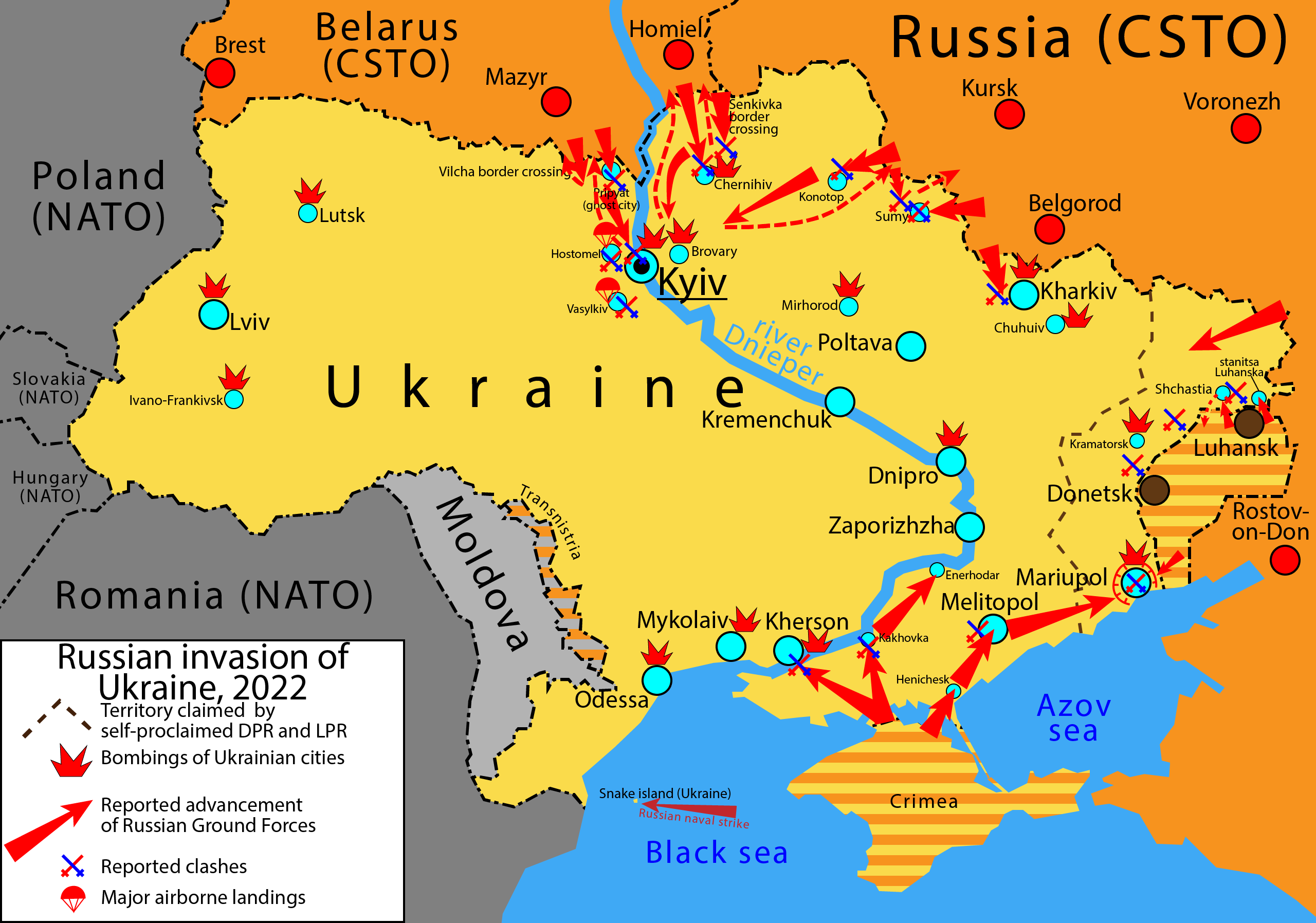
خريطة غزو أوكرانيا

حوالي الساعة 03:00 (ت ع م) (06:00 بتوقيت موسكو، ت ع م+03:00) في 24 فبراير، أعلن الرئيس الروسي فلاديمير بوتين في بث تلفزيوني مسجل أنه أمر «بعملية عسكرية خاصة» في شرق أوكرانيا؛ بعد دقائق، سمعت ضربات صاروخية على عشرات المدن في جميع أنحاء البلاد،  بما في ذلك العاصمة الأوكرانية كييف. صرحت دائرة الحدود الأوكرانية بعد ذلك بوقت قصير أن مراكزها الحدودية مع روسيا وبيلاروس تتعرض للهجوم. أعلن بعدها الرئيس الأوكراني فولوديمير زيلينسكي الأحكام العرفية.
حوالي الساعة 16:00 (ت ع م+02:00)، استولت القوات الروسية على مطار أنتونوف. ومع ذلك، نجح هجوم مضاد أوكراني لاحق في استعادة المطار وتدمير قوة الإنزال الروسية.
في حوالي الساعة 17:00 (ت ع م)، استولت القوات الروسية على محطة تشيرنوبيل للطاقة النووية ومدينة بريبيات المهجورة.
في الساعة 22:00 (ت ع م)، أعلنت دائرة حرس الحدود الأوكرانية أن القوات الروسية استولت على جزيرة الثعبان في البحر الأسود بعد قصف بحري وجوي.
تم تأكيد مقتل 17 مدنياً، من بينهم 13 في جنوب أوكرانيا،  ثلاثة في ماريوبول وواحد في خاركيف. ووردت أنباء عن مقتل ما لا يقل عن 40 جنديًا أوكرانيًا خلال الضربات.
أفادت روسيا بقصف سفينتين مدنيتين، مما أسفر عن مقتل العديد من الأشخاص على متنها.
في خطابه الثاني عن الحرب، أعلن الرئيس جو بايدن التجميد الكامل لأصول العديد من البنوك الروسية في الولايات المتحدة (بما في ذلك سبيربنك و VTB). ومع ذلك، لم يفرض عقوبات على بوتين نفسه، ولم يفصل روسيا عن نظام جمعية الاتصالات المالية العالمية بين البنوك. أعلن الرئيس الأوكراني فولوديمير زيلينسكي عن مقتل 137 شخصًا وإصابة 316.

### 25 فبراير
بحلول الساعة 01:24 (ت ع م+02:00)، أمر الرئيس فولوديمير زيلينسكي بالتعبئة الكاملة للجيش الأوكراني لمدة 90 يومًا. وأعلن أن جميع الذكور الأوكرانيين الذين تتراوح أعمارهم بين 18 و60 ممنوعون من مغادرة البلاد.
في الساعة 03:27 (ت ع م+02:00)، استسلم نقيب وعريف من لواء الهجوم الجوي للحرس الروسي الحادي عشر  وفصيلة استطلاع من لواء البندقية الآلي 74  للقوات المسلحة الأوكرانية بالقرب من تشرنيغوف، وانتهت معركة تشرنيغوف.[بحاجة لمصدر]
في الساعة 05:14 (ت ع م+02:00)، أصابت ضربة صاروخية روسية موقعًا حدوديًا أوكرانيًا في قرية بريمورسكي بوساد، بريازوفسكي رايون، زابوروجييه أوبلاست. وردت أنباء عن سقوط ضحايا أوكرانيين.
في الساعة 05:40 (ت ع م+02:00)، بدأت المعدات العسكرية الروسية في التحرك عبر سومي رايون. بدأ القتال خارج أوختيركا في الساعة 07:30 (ت ع م+03:00).
في الساعة 06:25 (ت ع م+02:00)، تم قطع خط أنابيب الغاز في ستاروبيلسك بسبب قصف الجيش الروسي.
في الساعة 06:46 (ت ع م+02:00)، تعرض مطار ريفنا الدولي في روفنو لقصف بصاروخ روسي، مما تسبب في أضرار طفيفة.
في الساعة 06:47 (ت ع م+02:00)، فجرت وحدة من الجيش الأوكراني جسرًا في إيفانكيف بالقرب من كييف، مما أوقف تقدم رتل دبابات روسي. بالإضافة إلى ذلك، شوهدت مجموعات من الجنود الروس وهم يسيرون عبر قريتي كاتيوزانكا وديمير، في كييف أوبلاست. [بحاجة لمصدر]
في الساعة 08:15 (ت ع م+02:00) وصل الجيش الروسي إلى خيرسون.
في الساعة 08:34 (ت ع م+02:00)، صد الجيش الأوكراني هجومًا شنه الجيش الروسي في تشرنيغوف واستولى على معدات ووثائق روسية.
في الساعة 08:43 (ت ع م+02:00)، فتح الجيش الروسي قناة شمال القرم، وأعاد إمدادات المياه إلى شبه جزيرة القرم.
في الساعة 09:01 (ت ع م+02:00)، هُزم رتل روسي على يد الجيش الأوكراني في ستاروبيلسك وتراجع.
في الساعة 10:30 (ت ع م+02:00)، دخلت القوات الروسية مليتوبول. قُصفت المدينة واندلع قتال في الشوارع. استسلمت قيادة ميليتوبول في وقت لاحق من اليوم وخضعت المدينة للسيطرة الروسية.
في الساعة 14:25 (ت ع م+02:00)، أعلنت وزارة الدفاع الروسية أنها حاصرت تشيرنيهيف. زعمت وزارة الدفاع البريطانية أن القوات الروسية فشلت في الاستيلاء على تشيرنيهيف وبدلاً من ذلك اتخذت طريقاً آخر إلى كييف.
وصلت القوات والمدرعات الروسية إلى منطقة كييف الشمالية، وحثت الحكومة الأوكرانية مواطنيها على صنع زجاجات المولوتوف. قامت مجموعة بورصات لندن بتعليق الامتيازات التجارية لبنك VTB،  بعد تعليق تداول العملات من قبل البنك المركزي الأوكراني بعد إعلان الأحكام العرفية يوم الخميس أصبحت عملة تيثر المعماة شائعة بين الأوكرانيين.
تم إطلاق قصف أوكراني على قاعدة ميليروفو الجوية في روسيا، مما أدى إلى اندلاع حرائق. وبحسب مسؤولين أوكرانيين، فقد تم تدمير طائرتين روسيتين.
في وقت لاحق من نفس اليوم، تم تفعيل قوة الرد التابعة لحلف الناتو لأول مرة كإجراء دفاعي ضد الغزو.

### 26 فبراير
في الساعة 00:00 (ت ع م)، تم الإبلاغ عن قتال عنيف في جنوب كييف، بالقرب من مدينة فاسيلكيف. زعمت هيئة الأركان العامة الأوكرانية أن مقاتلة أوكرانية من طراز سو-27 أسقطت طائرة نقل روسية من طراز إليوشن إي أل-76 تقل مظليين بالقرب من فاسيلكيف. وفقًا لمسؤولين أمريكيين تم إسقاط طائرة نقل عسكرية روسية ثانية من طراز إليوشن إي أل-76 بالقرب من بيلا تسيركفا، على بعد 85 كيلومترًا (50 ميلًا) جنوب كييف. حتى الآن، لم يتم نشر أي دليل يثبت أي من الحادثتين.
حوالي الساعة 03:00، تم الإبلاغ عن أكثر من 48 انفجارًا في 30 دقيقة حول كييف، حيث ورد أن الجيش الأوكراني يقاتل بالقرب من محطة لتوليد الكهرباء في حي ترويشينا الشمالي. وذكرت هيئة الإذاعة البريطانية أن الهجوم ربما يكون محاولة لقطع الكهرباء عن المدينة. تم الإبلاغ عن قتال عنيف بالقرب من حديقة حيوان كييف وحي شوليافكا. في وقت مبكر من يوم 26 فبراير، قال الجيش الأوكراني إنه صد هجومًا روسيًا على قاعدة عسكرية تقع في شارع بيريموهي، وهو طريق رئيسي في كييف؛ كما زعم أنه صد هجومًا روسيًا على مدينة ميكولايف على البحر الأسود.

### 27 فبراير
خلال الليل، ورد تفجير خط أنابيب غاز خارج خاركيف، بينما اشتعلت النيران في مستودع نفط في قرية كرياتشكي بالقرب من فاسيلكيف بعد إصابته بالصواريخ. منع القتال العنيف بالقرب من قاعدة فاسيلكيف الجوية رجال الإطفاء من التعامل مع الحريق. ادعى المكتب الرئاسي أن مطار جولياني تعرض للقصف أيضًا. ادعى الانفصاليون في مقاطعة لوهانسك أن صاروخًا أوكرانيًا أصاب محطة نفطية في بلدة روفينكي. وفي وقت لاحق، وجه الرئيس بوتين وزير الدفاع الروسي ورئيس الأركان العامة لوضع قوات الردع النووي الروسية في «نظام خاص للخدمة القتالية». تمت إزالة العديد من البنوك الروسية من جمعية الاتصالات المالية العالمية بين البنوك، وأعلنت تركيا وجود حالة حرب في البحر الأسود، مما يسمح لها باعتراض مرور السفن الحربية. منع الاتحاد الأوروبي الطائرات الروسية من دخول أجوائه. ووافق الرئيس الأوكراني زيلينسكي على إرسال وفود لمفاوضات وقف إطلاق النار مع روسيا على الحدود البيلاروسية.

### 28 فبراير
أوقفت جمهورية دونيتسك الشعبية التعبئة العامة، معلنة إنه لا توجد حاجة لقوات إضافية. حوصرت ماريوبول من قبل القوات الروسية. كما تعرضت مدينة سيفيرودونتسك، المركز الإداري بالنيابة في لوهانسك أوبلاست، للقصف مما أسفر عن مقتل شخص وإصابة عدد من الجرحى وانهيار خط أنابيب الغاز.
انتهت الجولة الأولى من محادثات السلام بين أوكرانيا وروسيا دون حل.

## مارس 2022

### 1 مارس
في صباح 1 مارس، ضرب صاروخ روسي، حسبما زُعم، ميدان الاستقلال في وسط خاركيف، وانفجر أمام المبنى الإداري. قُتل ما لا يقل عن 10 أشخاص. وفي وقت مبكر من المساء، أصيب برج تلفزيون كييف بصاروخ، مما أسفر عن مقتل خمسة أشخاص وتدمير بعض البث الحكومي.

### 2 مارس
في صباح يوم 2 مارس، أفادت الأنباء أن القوات الروسية تمكنت من الاستيلاء على محطة للسكك الحديدية وميناء نهري في خيرسون. بعد ذلك بقليل، أُفيد أن القوات الروسية تمكنت من الاستيلاء على المدينة بالكامل.
أبلغ الجيش الأوكراني عن هجوم مظلي روسي على شمال غرب خاركيف، حيث تعرض مستشفى عسكري لهجوم. صرح زيفيتسكي أن القوات الروسية استولت على تروستيانتس بعد دخولها في الساعة 01:03.
صرح المستشار الأوكراني أوليكسي أريستوفيتش أن القوات الأوكرانية قد شنت هجوما لأول مرة خلال الحرب، وتقدمت نحو هورليفكا. كما تقدمت القوات الروسية، واستولت على مدينة خيرسون.
صرح فاليري زالوجني، القائد العام للقوات المسلحة لأوكرانيا، أن القوات الأوكرانية استعادت ماكاريف. أفاد فاديم بويشينكو، عمدة ماريوبول، أن المناطق السكنية في المدينة تتعرض للقصف «بلا هوادة» من قبل الجيش الروسي، مع «عشرات» الضحايا بين المدنيين.
ذكرت أوكراينسكا برافدا، بالإشارة إلى مصدر في المخابرات الأوكرانية، أن فيكتور يانوكوفيتش، الرئيس السابق لأوكرانيا، كان في مينسك، وأن روسيا تعتزم إعلانه رئيسا في حالة سيطرة القوات الروسية على كييف. ومع ذلك، يعتقد بعض المحللين أن بوتين قد يعين فيكتور ميدفيدتشوك الموالي لروسيا رئيسا إذا استسلمت أوكرانيا.
واتهم وزير الخارجية الروسي سيرجي لافروف حلف شمال الأطلسي والاتحاد الأوروبي بالرغبة في بدء حرب نووية وحذر من أن «الحرب العالمية الثالثة ستكون نووية ومدمرة».

### 3 مارس
خلال الجولة الثانية من المحادثات، اتفقت روسيا وأوكرانيا على فتح ممرات إنسانية لإجلاء المدنيين. سمحت الوزارة الاتحادية الألمانية للشؤون الاقتصادية بتزويد أوكرانيا بـ 2700 صاروخ أرض-جو. أصدر البرلمان الأوكراني قانونًا يسمح بمصادرة الأصول المملوكة للحكومة أو المواطنين الروس.
وزعمت وزارة الدفاع الروسية أنها استولت على بالاكليا. في غضون ذلك، طلب زيلينسكي إجراء محادثات مباشرة مع بوتين الروسي، قائلا إنها «السبيل الوحيد لوقف هذه الحرب». صرحت الولايات المتحدة أن حوالي 90 ٪ من القوات الروسية التي تجمعت حول أوكرانيا قبل الغزو قد دخلت البلاد.

### 4 مارس
سقطت قذيفة داخل موقع محطة زابوروجييه للطاقة النووية، مما تسبب في حريق محلي لمبنى ليس جزءًا من المفاعلات. وقالت هيئة التفتيش الحكومية للرقابة النووية في أوكرانيا إنه لم تكن هناك تغييرات في مستويات الإشعاع وأفاد المسؤولون أن الحريق تم إخماده بعد عدة ساعات. بعد معركة أسفرت عن مقتل ثلاثة جنود أوكرانيين، احتلت القوات الروسية محطة الطاقة. أعلن ممثل وزارة الدفاع الروسية، إيغور كوناشينكوف، عن محاولة استفزاز من قبل مجموعة تخريب أوكرانية، كان الغرض منها اتهام روسيا بـ «خلق بؤرة ملوثة إشعاعية». بدوره، قال سكرتير مجلس الأمن القومي والدفاع الأوكراني، أوليكسي دانيلوف، إن قصف محطة الكهرباء تم حصريًا من قبل الجانب الروسي. رداً على ذلك، قال رئيس الوزراء الأوكراني السابق ميكولا أزاروف إن العملية تم التفكير فيها بعناية وهناك دليل بالفيديو على أنها كانت استفزازًا من قبل الجيش الأوكراني.
رفض الأمين العام لحلف الناتو ينس ستولتنبرغ طلب أوكرانيا بفرض منطقة حظر طيران فوق البلاد، مشيرًا إلى أن ذلك سيؤدي إلى حرب شاملة مع روسيا. ذكرت الولايات المتحدة أن روسيا أطلقت أكثر من 500 صاروخ على أوكرانيا وأن قافلتها شمال كييف كانت على بعد 15 ميلاً من العاصمة.

### 5 مارس
أعلنت القوات المسلحة الروسية وقف إطلاق النار لتنظيم ممرات إنسانية من ماريوبول للسماح لنحو 200 ألف مدني بإخلاء المدينة التي تفتقر إلى الماء والكهرباء. لكن بعد فترة وجيزة، انتهى وقف إطلاق النار مع إلقاء روسيا وأوكرانيا اللوم على بعضهما البعض في انهياره. في غضون ذلك، ذكر أريستوفيتش أن القوات الروسية استولت على بوتشا وهوستوميل خلال النهار.

### 6 مارس
تم تدمير مطار هافريشيفكا فينيتسا الدولي بعد تعرضه لهجمات صاروخية روسية خلال النهار. كما فشلت محاولة ثانية لإجلاء المدنيين من ماريوبول.
قال الممثل الرسمي لوزارة الدفاع الروسية، إيغور كوناشينكوف، إنه اعتبارًا من صباح يوم 6 مارس، فرضت قوات جمهورية دونيتسك الشعبيى سيطرتها على مستوطنات كارنو وبريدوف ورافنوبل، كما كانت تتقدم بنجاح في الضواحي الغربية والشمالية الغربية لماريوبول واحتلت الحي السكني ستاري كريم، وأقامت قوات جمهورية لوغانسك الشعبية سيطرتها على مستوطنات زاكابلوخوفكا وزيليونايا دولينا وكاربوفكا وليبوفسكوي وماكيفكا ونوفولوبوفكا وروبتسي وسريدني. بشكل منفصل، أفادت الأنباء أن الجيش الروسي احتل قرى بريوتنيوي وزافيتني بازانيا وستاروملينوفكا.

### 7 مارس
صرح مجلس مدينة هوستوميل في 7 مارس أن عمدة المدينة يوري بريليبكو قتل على يد القوات الروسية. وذكرت خدمات الطوارئ المحلية أن 13 مدنيا قتلوا جراء غارة جوية روسية في ماكاريف. في غضون ذلك، ذكرت القوات المسلحة الأوكرانية أن القوات الروسية استولت على فاسيلفكا وتوكماك وبولوهي.
صرح فيتالي كيم، حاكم إقليم ميكولايف، أن القوات الأوكرانية استعادت مطار ميكولايف الدولي. في غضون ذلك، زعمت القوات المسلحة الأوكرانية أنها استعادت تشوهيف في هجوم مضاد خلال الليل، بالإضافة إلى مقتل اثنين من القادة الروس.
صرحت وزارة الدفاع الروسية خلال النهار أنها ستفتح ستة ممرات إنسانية. لكن انتقدت الحكومة الأوكرانية هذا الإعلان لأن إثنين من الممرات فقط قادا إلى أراضي أوكرانية أخرى، بينما البقية إلى روسيا أو بيلاروس.
سيطرت القوات الروسية على مدينة إزيوم التي دافع عنها لواء الهجوم الجوي 81 التابع للقوات المسلحة الأوكرانية.

### 8 مارس
تم إحباط محاولة أخرى لإجلاء المدنيين من ماريوبول، حيث اتهمت الحكومة الأوكرانية القوات الروسية باستهداف ممر الإجلاء. ومع ذلك، تمكن المدنيون من إجلاء سومي، وهو أول إجلاء من هذا القبيل كجزء من اتفاق بين أوكرانيا وروسيا بشأن الممرات الإنسانية.

### 9 مارس
عرضت بولندا نقل جميع طائراتها المقاتلة من طراز ميج-29 البالغ عددها 23 إلى الولايات المتحدة مجانًا وتسليمها إلى قاعدة رامشتاين الجوية في ألمانيا، لتقوم الولايات المتحدة بتسليمها إلى أوكرانيا. رفضت الولايات المتحدة الاقتراح، وأعلن البنتاغون أن اقتراح بولندا «مستحيل».
صرح دافيد أراخامية، المفاوض الأوكراني في المحادثات مع روسيا، أنه تم إجلاء أكثر من 40 ألف مدني من مدن مختلفة خلال اليوم.
قال نائب وزير دفاع الاتحاد الروسي، نيكولاي بانكوف، في إفادة صحفية إن القوات الأوكرانية هاجمت منشآت شبكة الكهرباء التي توفر الطاقة لمحطة تشيرنوبيل للطاقة النووية واتخذ المتخصصون الروس إجراءات فورية للتحول إلى مولدات الديزل الاحتياطية. ذكرت الوكالة الدولية للطاقة الذرية أنها لا تلاحظ أي انتهاكات خطيرة في النظام الأمني لمحطة تشيرنوبيل للطاقة النووية. في وقت سابق، أبلغ المنظم الأوكراني الوكالة أنه تم قطع إمدادات الطاقة في تشيرنوبيل، والتي تستخدم، من بين أمور أخرى، لتبريد الوقود المستهلك. أوضحت الوكالة: «تعتقد الوكالة الدولية للطاقة الذرية أن الحمل الحراري للمسبح الذي يتم فيه تخزين الوقود المستهلك وحجم المبرد كافيان لإزالة الحرارة بشكل فعال بدون مصدر طاقة».
اتهم رئيس الإدارة العسكرية الإقليمية في دونيتسك، بافيل كيريلينكو، على صفحته على فيسبوك، القوات الروسية بمهاجمة مستشفى للولادة ومستشفى للأطفال في ماريوبول. تم تعميم الرسالة حول الهجوم على مستشفى الأطفال في الأمم المتحدة. كتب ديمتري بوليانسكي، النائب الأول للممثل الدائم لروسيا لدى الأمم المتحدة، على تويتر، إن الرسالة مزيفة، مذكرا بأن البعثة الدائمة للاتحاد الروسي لدى الأمم المتحدة حذرت في 7 مارس من أن «المتطرفين حولوا هذا المستشفى إلى منشأة عسكرية».

### 10 مارس
استضافت تركيا اجتماعا ثلاثيا بين وزراء الخارجية في أنطاليا. وصف وزير الخارجية الأوكراني دميترو كوليبا لقاءه مع لافروف بأنه صعب، حيث لم يسفر عن نتيجة. في غضون ذلك، ذكرت وزارة الدفاع الروسية أن القوات الروسية ستفتح ممرات إنسانية كل يوم باتجاه روسيا من الساعة 10:00 صباحا.
ادعى مسؤول كبير في وزارة الدفاع الأمريكية أنه في غرب كييف، تقدم الجيش الروسي بحوالي 5 كيلومترات (3.1 ميل) بالقرب من وسط كييف، بالقرب من مطار هوستوميل. في هذه الأثناء كان الرتل الروسي المتقدم من الشرق على بعد 40 كيلومترًا من كييف. علاوة على ذلك، ادعى أن تشيرنيهيف أصبحت الآن «معزولة».

### 11 مارس
في صباح يوم 11 مارس، أعلنت وزارة الدفاع الروسية أن قوات جمهورية دونيتسك الشعبية قد سيطرت على مدينة فولنوفاكا وشنت هجمات صاروخية على المطارات العسكرية في لوتسك وإيفانو فرانكيفسك. ووسعت القوات الروسية هجومها في أوكرانيا إلى الغرب لأول مرة. تعرضت مدن مثل دنيبرو ولوتسك لضربات جوية وصاروخية. احتدم القتال أيضًا في تخوم كييف الشرقية والشمالية الشرقية. وبحسب مصادر أوكرانية، فقد اختطف جنود روس عمدة ميليتوبول إيفان فيدوروف بعد أن رفض التعاون مع روسيا. زعم سلاح الجو الأوكراني أن روسيا أجرت عملية علم زائف لإدخال القوات المسلحة البيلاروسية في الحرب، باستخدام طائراتها لإطلاق النار على قرية كوباني بالقرب من حدود بيلاروس مع أوكرانيا من الأجواء الأوكرانية. كما زعمت أن مستوطنتين بيلاروسيتين أخريين تعرضتا للهجوم كذلك. لكن وزارة الدفاع البيلاروسية ذكرت أنه لم يحدث مثل هذا الهجوم.
وافق الرئيس بوتين على نشر ما يصل إلى 16000 متطوع من الشرق الأوسط إلى أوكرانيا خلال اليوم، حيث ذكرت مجموعة فاغنر بالفعل أنها جندت أكثر من 4000 سوري. كما ادعى مقاتلون من جمهورية إفريقيا الوسطى أنهم يستعدون للقتال من أجل روسيا في أوكرانيا.

### 12 مارس
وقع قتال عنيف في شمال كييف وحول المدن المحاصرة الأخرى خلال النهار، بينما ذكر المسؤولون الأوكرانيون أن الاشتباكات والغارات الجوية الروسية كانت تهدد بإجلاء المدنيين. دمرت القوات الروسية قاعدة فاسيلكيف الجوية، وقالت وزارة الدفاع الروسية أنها دمرت المركز الرئيسي للاستخبارات الإذاعية والإلكترونية للقوات الأوكرانية في بروفاري.
واتهم كوليبا خلال النهار الحكومة الروسية بالتخطيط لإجراء استفتاء في خيرسون لإنشاء «جمهورية خيرسون الشعبية»، والتي ستديرها حكومة متعاطفة مع روسيا. زعمت هيئة الأركان العامة للقوات المسلحة الأوكرانية أن تقدم روسيا قد تباطأ وتوقف في العديد من الأماكن. في غضون ذلك، قالت نائبة رئيس الوزراء الأوكراني إيرينا فيريشوك إنه تم إجلاء حوالي 13 ألف مدني خلال اليوم.

### 13 مارس
قصفت القوات الروسية قاعدة يافوريف العسكرية، التي يستخدمها الجيش الأوكراني لإجراء معظم تدريباته مع دول الناتو، بثلاثين صاروخًا وفقًا لحاكم لفيف أوبلاست ماكسيم كوزيتسكي. وذكر لاحقًا أن 35 شخصًا قتلوا وأصيب 134، في حين زعمت وزارة الدفاع الروسية أن ما يصل إلى 180 من المرتزقة غير الأوكرانيين لقوا مصرعهم وأن العديد من الأسلحة التي قدمتها دول أخرى لأوكرانيا دمرت. كما زعمت أن منشأة عسكرية أوكرانية أخرى في ستاريتشي قد تعرضت للقصف، بينما صرح عمدة إيفانو فرانكيفسك بأن مطار المدينة تعرض للقصف مرة أخرى.
في غضون ذلك، وردت أنباء عن قتال عنيف على جبهات عديدة خلال النهار. زعمت أوكرانيا أنها كانت تشن هجومًا مضادًا في منطقة خاركيف وحول ميكولايف، بينما صرحت وزارة الدفاع البريطانية أن القوات الروسية كانت تحاول عزل القوات الأوكرانية في شرق أوكرانيا وأن البحرية الروسية فرضت حصارًا فعليًا حول ساحل أوكرانيا على البحر الأسود.
صرح الرئيس زيلينسكي أنه تم إجلاء ما يقرب من 125 ألف مدني بموجب اتفاقية الممر الإنساني، بينما أفاد المفاوضون الروس والأوكران بإحراز تقدم في محادثات السلام.

### 14 مارس
أعلن نائب رئيس مجلس الوزراء في جمهورية القرم، جورجي مرادوف، عن تأسيس السيطرة على الطريق السريع من القرم إلى ماريوبول، الأمر الذي جعل من الممكن ربط شبه الجزيرة مع دونباس عن طريق البر.
قال دينيس بوشلين، رئيس جمهورية دونيتسك الشعبية، إنهم أسقطوا صاروخ توشكا أوكراني فوق مدينة دونيتسك في الصباح، وسقطت شظاياه وسط المدينة. وذكرت وزارة الدفاع الروسية أن 23 مدنيا قتلوا. رداً على ذلك، وعدت وزارة الدفاع الروسية باتخاذ خطوات لتدمير تجهيزات صناعة الدفاع الأوكرانية. وقالت أيضا إن روسيا تعرف مواقع جميع «المرتزقة الأجانب في أوكرانيا» وأن القوات الروسية ستواصل قصفهم بدقة.
في غضون ذلك، أفاد المرصد السوري لحقوق الإنسان أن أكثر من 40 ألف سوري سجلوا أنفسهم للقتال من أجل روسيا في أوكرانيا.

### 15 مارس
صرحت وزارة الدفاع الروسية في 15 مارس أن القوات الروسية سيطرت بشكل كامل على خيرسون أوبلاست وأسقطت ست طائرات بدون طيار من طراز بيرقدار تي بي 2 في الساعات الأربع والعشرين الماضية. تم الإبلاغ عن تدمير ثلاث حظائر طائرات مع أربع طائرات هجومية من طراز سو-25 وطائرة هليكوبتر من طراز ميل مي-24 وخمس طائرات هليكوبتر من طراز ميل مي-8 في المطار العسكري الأوكراني بالقرب من كراماتورسك. في غضون ذلك، كانت سفن الإنزال التابعة للبحرية الروسية تقترب من ساحل أوديسا.
في نفس اليوم، صرح الرئيس زيلينسكي أن أوكرانيا لن تنضم إلى الناتو، وأن «هذه حقيقة ويجب الاعتراف بها».

### 16 مارس
زعمت السفارة الأمريكية في كييف أن القوات الروسية أطلقت النار وقتلت 10 أشخاص كانوا يصطفون في طوابير للحصول على الخبز في تشيرنيهيف، رغم أنها لم تقدم أي دليل.
أعلنت أوكرانيا في وقت لاحق أن قواتها بدأت هجومًا مضادًا لصد القوات الروسية التي تقترب من كييف، مع القتال في بوتشا، هوستوميل، وإيربين. بالإضافة إلى ذلك، بدأت القوات الأوكرانية أيضًا هجومًا بالقرب من ميكولايف تجاه خيرسون.
في غضون ذلك، ذكر لافروف وزيلينسكي أن المحادثات كانت تتقدم، حيث صرح لافروف بأن حيادية أوكرانيا تتم مناقشتها الآن. صرح ديمتري بيسكوف، المتحدث باسم الرئيس بوتين، أنهم كانوا يبحثون في نموذج نزع السلاح على غرار النمسا والسويد، اللتين لهما جيشان خاصان بهما، لكن مكتب زيلينسكي رفض ذلك بعد بوقت قصير. صرح ميخائيل بودولاك، أحد المفاوضين الأوكرانيين، أنه بموجب خطة السلام المقترحة، ستظل أوكرانيا محايدة، وتكرس حقوق المتحدثين باللغة الروسية، وتتجاهل قضية الأراضي المتنازع عليها. في المقابل، ستحتفظ بجيشها، بينما ستتدخل دول الحلفاء في حالة غزوها مرة أخرى.
أفاد أندريه يرماك، رئيس مكتب رئيس أوكرانيا، في وقت لاحق أن القوات الروسية أطلقت سراح إيفان فيدوروف عمدة ميليتوبول.

### 17 مارس
قال الممثل الرسمي لوزارة الدفاع الروسية، إيغور كوناشينكوف، إن القوات الروسية سيطرت على نوفومايورسكوي وبريتشيستوفكا، وأن قوات جمهورية دونيتسك الشعبية «تقوم بعمليات هجومية للاستيلاء على مستوطنات مارينكا وسلافنو وسلادكو»، وأجرت قوات جمهورية لوغانسك الشعبية معارك ناجحة مع الوحدات الأوكرانية من عدة اتجاهات داخل روبيزني وسيفيرودونيتسك. بدوره، قال الممثل الرسمي للإدارة العسكرية لجمهورية دونيتسك الشعبية، إدوارد باسورين، «لقد قمنا في الوقت الحالي بتحرير 95 مستوطنة في جمهوريتنا». وخلال النهار، استولت القوات الروسية على مدينتي إزيوم وروبيجني، وكلاهما في شرق أوكرانيا.

### 18 مارس
قال إيغور كوناشينكوف إن القوات المسلحة الروسية سيطرت على زولوتايا نيفا ونوفودونتسكوي ونوفومايورسكوي وبريتشيستوفكا، مضيفًا أنه بدعم ناري روسي، كانت وحدات جمهورية دونيتسك الشعبية في ماريوبول تغلق الحصار وأن القتال في وسط المدينة، وأن قوات جمهورية لوغانسك الشعبية سيطرت على أكثر من 90% من أراضي لوهانسك أوبلاست ويقاتلون مع فلول مجموعات الكتائب الوطنية الأوكرانية في الضواحي الجنوبية لروبيجن. أسفر القصف المدفعي الروسي على الثكنات العسكرية الأوكرانية في ميكولايف حيث تمركز حوالي 200 جندي عن مقتل أكثر من 50 جنديًا نائمًا.

### 19 مارس
قال إيغور كوناشينكوف، إنه في ديلياتين، إيفانو فرانكيفسك أوبلاست، دمر نظام صواريخ كينجال مستودعًا كبيرًا تحت الأرض للذخيرة والصواريخ الجوية، وفي فيليكي دالنيك وفيليكودولينسكوي، أوديسا أوبلاست، دمر نظام الصواريخ الساحلي باستيون مراكز الاستخبارات الإلكترونية والإذاعية للقوات المسلحة الأوكرانية. واخترقت القوات الروسية دفاعات كتيبة إيدر في منطقة دونيتسك ووصلت إلى خط شاخترزكو - نوفوكرينكا.

### 20 مارس
قال الممثل الرسمي لوزارة الدفاع الروسية، إيغور كوناشينكوف، إن القوات المسلحة الروسية تكمل هزيمة الكتيبة القومية الأوكرانية «دونباس»، وتخوض المعارك مع بقايا القوات الأوكرانية ووحدات اللواء الآلي المنفصل الرابع والخمسين للسيطرة على نوفوكرينكا وسلادكوي وشاتيورسكوي. احتلت قوات جمهورية دونيتسك الشعبية ستيفنوي ومعظم مدينة فيرخنيتوريتسكي، وتتحرك في اتجاه نوفوميكايلوفكا.
وقال كوناشينكوف أيضًا إن القوات الجوية الروسية هاجمت قاعدة تخزين كبيرة للوقود ومواد التشحيم في منطقة ميكولايف بأوكرانيا، باستخدام صواريخ كاليبر وصواريخ كينزال الفرط صوتية. في منطقة أوفروش بمنطقة جيتومير، أصابت صواريخ عالية الدقة مطلقة من الجو مركز تدريب قوات العمليات الخاصة الأوكرانية، حيث كانت توجد قاعدة للمجندين الأجانب الذين وصلوا إلى أوكرانيا، ونتيجة لذلك «قتل أكثر من 100 من قوات العمليات الخاصة والمرتزقة الأجانب». وقال وزير الدفاع الأمريكي لويد أوستن، في مقابلة مع سي بي إس، إنه لا يعتبر استخدام روسيا لصواريخ كينزال فرط الصوتية في أوكرانيا عاملاً من شأنه أن يغير الوضع بشكل جذري.
في أوكرانيا، تم تعليق أنشطة 11 حزبا سياسيا معارضا، بما في ذلك «منصة المعارضة - من أجل الحياة»، و«كتلة المعارضة»، و«حزب ناشي».

### 21 مارس
أفادت وزارة الدفاع الروسية أن القوات المحمولة جواً الروسية أخرجت العسكريين من الكتائب الوطنية والقوات المسلحة الأوكرانية من مستوطنة بضواحي كييف وأستولت على عدة معدات عسكرية من دبابات وناقلات جند مدرعة وعدد كبير من الأسلحة المضادة للدبابات والأسلحة الصغيرة والذخيرة. وأكدت الوزارة أن جميع المعدات والأسلحة التي تم الاستيلاء عليها من القوات المسلحة الأوكرانية سيتم نقلها إلى جنود الميليشيا الشعبية في جمهوريتي دونيتسك ولوغانسك.
رفض نائب رئيس وزراء أوكرانيا ووزيرة إعادة دمج الأراضي المحتلة مؤقتًا، إيرينا فيريشوك، خطابًا رسميًا ونداءً من رئيس المركز الوطني للسيطرة على الدفاع في الاتحاد الروسي، العقيد ميخائيل ميزينتسيف، لإلقاء السلاح والاستسلام للقوات المسلحة في ماريوبول المحاصرة حتى يمكن فتح ممر إنساني.
قال المتحدث باسم وزارة الدفاع الروسية إيغور كوناشينكوف إن القوات الجوية الروسية شنت هجومًا صاروخيًا بصواريخ كروز على «مركز تدريب» المرتزقة الأجانب والقوميين الأوكرانيين «في ساحة تدريب الأسلحة المشتركة نوفايا لوبوميركا في منطقة ريفني، مما أسفر عن مقتل أكثر من 80 من المرتزقة والقوميين». وأضاف أن الجانب الروسي احتل سلادكو بالكامل وشارك في تدمير مجموعات متباينة من الكتيبة الوطنية الأوكرانية «دونباس»، وسيطر على مركز قيادة القوات المسلحة الأوكرانية في نيكولايفكا، حيث استسلم 61 جنديًا أوكرانيًا، معظمهم من كبار الضباط، طواعية.